# MTV (Portugal)
MTV es un canal de televisión por suscripción portugués, que transmite entretenimiento general las 24 horas del día. Es de propiedad de ViacomCBS Networks EMEAA, filial de la división internacional de ViacomCBS,  ViacomCBS Networks International. 
Fue lanzado por primera vez en 2003. Hasta el 15 de febrero de 2021 estaba disponible en los 4 operadores nacionales de cable, satélite e IPTV Portugal (MEO, NOS, Vodafone y Nowo), pero en esa fecha abandonó Nowo por razones contratuales.
El canal se distribuye igualmente en África, específicamente en Angola y Mozambique.

## Histórico
MTV Portugal se lanzó el 3 de julio de 2003.
Al principio, el canal emitía principalmente música, pero poco a poco fue dando paso a reality shows. La mayor parte de su programación consiste en programas emitidos por MTV y MTV2 de Estados Unidos, pero también en programas del MTV Reino Unido (Geordie Shore, Just Tattoo of Us,...), MTV España (Gandía Shore,...) o MTV de Brasil y Latinoamérica. 

## Identidad visual (logo)

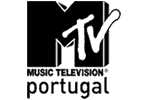
Logotipo de MTV Portugal desde su creación, en 2003, hasta 2010 (la palabra "Portugal" no aparecía en la emisión del canal)
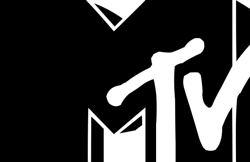
Logotipo de MTV Portugal desde 2010 hasta 2021
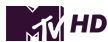
Logotipo de MTV Portugal HD
Logotipo de MTV Portugal desde 2021

## Programación
Programas de Estados Unidos
- Mi Increíble cumpleaños (My Super Sweet 16)
- Dismissed
- Jackass
- Punk'd
- Teen Cribs
- True Life
- Bienvenida a Jersey Shore (Jersey Shore)
- 16 and Pregnant
- Madre Joven (Teen Mom)
- Hard Times (The Hard Time of RJ Berger)
- Pimp My Arrugue
- Made
- The Hills
- MTV VMA
- Floribama Shore
- Are You the One?
- Catfish: The TV Show
- Jersey Shore: Family Vacation
- Million Dollar Baby
- Vergüenza ajena (Ridiculousness)
- Siesta Key
- America's Best Dance Crew
- MTV2's Girl Code
- MTV2's Guy Code
- Big Tips Texas
- awkward.
- Beavis y Butt-Head (Beavis and Butt-Head)
- Disaster Date
- Kenny Powers
- Fear Factor
- Faking It
- Fired by Mom & Dad
- I Used to be Fat
- Kids' Choice Awards 2015 (en V.O.S.T.; Nickelodeon Portugal retoma la difusión de las versiones anteriores, 2016 - 20??)
- Lip Sync Battle
- Paris Hilton's My New BFF
- MTV Cribs
- Extreme Cribs
- Retro Cribs
- South Park
- Crash Canyon
- The Pauly D Project
- Washington Heights
- Zach Stone Is Gonna Be Famous
- Ex On The Beach EUA
- Just Tattoo of Us USA
- Lindsay Lohan's Beach Club
- Thalia's Mixtape: El Soundtrack de Mi Vida (en español)[2]
- The Hills: New Beginnings[3]

Programas del Reino Unido
- Geordie Shore
- Just Tattoo of Us
- Ex on the Beach
- Ex on the Beach: Body SOS
- MTV Movies
- Car Crash Couples
- The Charlotte Show
- Judge Geordie
- The Valleys
- Beauty School Cop Outs
- The Royal World
- MTV Asks

Programas de Brasil
- Copa do Caos
- Catfish Brasil
- Are You the One? Brasil
- Ridículos MTV

Programas de México
- Acapulco Shore
- Resistiré[4]

Programas de España
- Gandia Shore
- MTV Súper Shore

Programas propios de MTV Portugal
- MTV Breakfast Club
- MTV Hits
- MTV Insomnia
- MTV Dance Videos
- MTV Drive Time by Smart
- MTV It Girls

### Otras emisiones y directos
- MTV EMA
- Tomorrowland 2018,[5] en directo (Bélgica)[6]